# Germanistik
Germansk filologi, også kaldet germanistik, er den akademiske disciplin, der beskæftiger sig med studiet af tysk og andre germanske sprog og af litteraturen og kulturen i de germansksprogede områder i et både historisk og nutidigt perspektiv. Udøverne af disciplinen kaldes germanister.
Den germanske filologi opstod i begyndelsen af 1800-tallet, da det hidtidige akademiske område klassisk filologi blev udspaltet i en række forskellige nationale og sammenlignende filologier. Blandt fagets grundlæggere var brødrene Grimm og Karl Lachmann. Også de danske forskere Rasmus Rask, Karl Verner og Christian Sarauw har ydet bidrag til forskningen indenfor området.
Oprindelig omfattede området studiet af både de østgermanske, vestgermanske og nordgermanske (dvs. nordiske) sprog. I dag bruges udtrykket mere snævert om studiet af højtysk, nedertysk, nederlandsk og frisisk samt disses dialekter. I Tyskland hører studiet af nordisk sprog og litteratur dog stadig til indenfor området germanistik.

## Germansk filologi ved danske universiteter
I Danmark kan man studere, og der forskes i, germansk filologi på:
- Aalborg Universitet (AAU)
- Aarhus Universitet (AU)
- Syddansk Universitet (SDU)
- Københavns Universitet (KU)